# 5 يوليو
- السبت
- الأحد
- الاثنين
- الثلاثاء
- الأربعاء
- الخميس
- الجمعة

- 283 محرم 1447  هـ
- 294 محرم 1447  هـ
- 305 محرم 1447  هـ
- 16 محرم 1447  هـ
- 27 محرم 1447  هـ
- 38 محرم 1447  هـ
- 49 محرم 1447  هـ
- 510 محرم 1447  هـ
- 611 محرم 1447  هـ
- 712 محرم 1447  هـ
- 813 محرم 1447  هـ
- 914 محرم 1447  هـ
- 1015 محرم 1447  هـ
- 1116 محرم 1447  هـ
- 1217 محرم 1447  هـ
- 1318 محرم 1447  هـ
- 1419 محرم 1447  هـ
- 1520 محرم 1447  هـ
- 1621 محرم 1447  هـ
- 1722 محرم 1447  هـ
- 1823 محرم 1447  هـ
- 1924 محرم 1447  هـ
- 2025 محرم 1447  هـ
- 2126 محرم 1447  هـ
- 2227 محرم 1447  هـ
- 2328 محرم 1447  هـ
- 2429 محرم 1447  هـ
- 2530 محرم 1447  هـ
- 261 صفر 1447  هـ
- 272 صفر 1447  هـ
- 283 صفر 1447  هـ
- 294 صفر 1447  هـ
- 305 صفر 1447  هـ
- 316 صفر 1447  هـ
- 17 صفر 1447  هـ

5 يوليو أو 5 تمُّوز أو 5 يوليه أو يوم 5 \ 7 (اليوم الخامس من الشهر السابع) هو اليوم السادس والثمانون بعد المئة (186) من السنوات البسيطة، أو اليوم السابع والثمانون بعد المئة (187) من السنوات الكبيسة وفقًا للتقويم الميلادي الغربي (الغريغوري). يبقى بعده 179 يوما لانتهاء السنة.

## أحداث
- 1687 - الجمعية الملكية البريطانية للعلوم تنشر نظرية الجاذبية الأرضية التي توصل إليها عالم الفيزياء الإنجليزي إسحاق نيوتن.
- 1811 - فنزويلا تعلن استقلالها عن إسبانيا لتكون أول دولة في أمريكا الجنوبية تحصل على الاستقلال.
- 1830 - حاكم الجزائر الداي حسين يسلم مدينة الجزائر للفرنسيين، وبداية الغزو الفرنسي للمدن الساحلية الأخرى.
- 1884 - ألمانيا تحتل الكاميرون.
- 1940 - المملكة المتحدة تقطع علاقاتها الدبلوماسية مع حكومة فيشي في فرنسا وذلك أثناء الحرب العالمية الثانية.
- 1941 - قوات ألمانيا النازية تصل إلى نهر دنيبر أثناء الحرب العالمية الثانية.
- 1943 - بداية معركة كورسك بين قوات ألمانيا النازية والجيش الأحمر السوفيتي، وتعد هذه المعركة أكبر معركة دبابات في التاريخ والتي استمرت إلى غاية 13 يوليو 1943 وذلك أثناء الحرب العالمية الثانية.
- 1945 - الإعلان عن تحرير الفلبين من أيدي اليابانيين في الحرب العالمية الثانية.
- 1950 -
  - بداية أول المواجهات بين القوات الكورية الشمالية والقوات الأمريكية في الحرب الكورية.
  - الكنيست الإسرائيلي يمرر «قانون حق العودة»، وهو قانون ينص بحق هجرة أي يهودي لإسرائيل.
- 1954 - قناة بي بي سي البريطانية تبث أول نشراتها الإخبارية التلفزيونية.
- 1962
  - استقلال الجزائر عن فرنسا بعد احتلال دام 132 سنة.
  - وقوع مذبحة في وهران طالت الكثير من المستوطنين الفرنسيين.
- 1963 - اندلاع تظاهرات في إيران احتجاجًا على إلقاء القبض على الإمام الخميني بعد إلقائه لخطاب غاضب يهاجم فيه الشاه محمد رضا بهلوي، وإسرائيل والولايات المتحدة.
- 1970 - تحطم طائرة كندية بالقرب من «مطار تورونتو الدولي»، وأدى الحادث إلى مقتل 108 شخص.
- 1971 - إصدار قانون بالولايات المتحدة يقر بموجبه تخفيض حق التصويت من 21 سنة إلى 18 سنة.
- 1975 -
  - استقلال جزر الرأس الأخضر عن البرتغال.
  - فوز أرثور أش أول رجل من أصول إفريقية بلقب بطولة ويمبلدون للتنس.
- 1977 - الإطاحة برئيس الوزراء الباكستاني ذو الفقار علي بوتو من قبل محمد ضياء الحق إثر انقلاب عسكري.
- 1982 - اختطاف ثلاثة دبلوماسيين إيرانيين ومصور إيراني الذين كانو في طريق بيروت أثناء الغزو الإسرائيلي للبنان.
- 1998 - اليابان ترسل بعثة استكشافية إلى كوكب المريخ لتصبح ثالث دولة تهتم باستكشاف الفضاء بعد روسيا والولايات المتحدة.
- 2004 - إجراء أول انتخابات رئاسية في إندونيسيا.
- 2009 - اندلاع أعمال عنف بين المسلمين الأويغور والصينيين الهان في إقليم شينجيانغ غرب الصين.
- 2010 - الإعلان عن فوز رئيس بولندا المؤقت برونيسواف كوموروفسكي بالجولة الثانية من الانتخابات الرئاسية بعد حصوله على نسبة 53% من جملة الناخبين.
- 2014 - بدء رفع أسعار الوقود بمصر واستنكار اتحاد العمال.
- 2015 -
  - سيدات الولايات المتحدة الأمريكية يتوجن بلقب ببطولة بطولة كأس العالم لكرة القدم للسيدات بعد تفوقهن في المباراة النهائية على نظيراتهن اليابانيات بنتيجة 5-2.
  - اليونانيون يصوتون بالضد على مقترحات لإنقاذ البلد من أزمة الدين الحكومي بنسبة 61% في الاستفتاء.
- 2016 - مسبار جونو يدخل مدار المشتري ليبدأ عملية مسح ستستغرق 20 شهراً للكوكب.
- 2024 - فوز كبير لحزب العمال بقيادة كير ستارمر في الانتخابات العامة في المملكة المتحدة، حيث حصل على 411 من 650 مقعدًا، وبلغت نسبة المشاركة 59.9%.

## مواليد
- 1029 - المستنصر بالله، خليفة فاطمي.
- 1853 - سيسل رودس، سياسي بريطاني.
- 1857 - كلارا زتكن، سياسية ألمانية.
- 1885 - بلاس إنفانتي، سياسي ومفكر وكاتب إسباني.
- 1888 - هربرت سبنسر غاسر، عالم فيزيولوجي أمريكي حاصل على جائزة نوبل في الطب عام 1944.
- 1891 - جون نورثروب، صيدلي أمريكي حاصل على جائزة نوبل في الكيمياء عام 1946.
- 1911 - جورج بومبيدو، رئيس فرنسا.
- 1912 - سميرة خلوصي، ممثلة مصرية.
- 1918 - زكريا محيي الدين، عسكري وسياسي مصري.
- 1925 - حسن طهبوب، إمام وسياسي فلسطيني، وأول وزيرٍ للأوقاف والشؤون الدينية في السلطة الوطنية الفلسطينية.
- 1927 - عبده بدوي، شاعر مصري.
- 1928 - بيير موروا، رئيس وزراء فرنسا.
- 1929 - تشيكاو أوتسكا، ممثل أداء صوتي ياباني.
- 1936 - جيمس ميرليس، اقتصادي اسكتلندي حاصل على جائزة نوبل في العلوم الاقتصادية عام 1996.
- 1938 - راغب مصطفى غلوش، من مشاهير قراء القرآن الكريم.
- 1941 - يحيى العلمي، مخرج مصري.
- 1942 - يوهانز لور، لاعب ومدرب كرة قدم ألماني.
- 1946 - جيرارت هوفت، عالم فيزياء هولندي حاصل على *جائزة نوبل في الفيزياء عام 1999.
- 1953 - مازن عجاوي، ممثل ومخرج أردني.
- 1963 - إدي فالكو، ممثلة أمريكية.
- 1968 -
  - إدريس الروخ، ممثل ومخرج مغربي.
  - كينجي إيتو، ملحن ياباني.
- 1969 - جيهان قمري، ممثلة لبنانية.
- 1973 - ماركوس ألباك، لاعب كرة قدم سويدي.
- 1974 - أموروزو، لاعب كرة قدم برازيلي.
- 1975 - هرنان كرسبو، لاعب كرة قدم أرجنتيني.
- 1976 - نونو غوميز، لاعب كرة قدم برتغالي.
- 1977 - نيكولاس كيفر، لاعب كرة مضرب ألماني.
- 1979 -
  - ستيليان بيتروف، لاعب كرة قدم بلغاري.
  - إميلي موريسمو، لاعبة كرة مضرب فرنسية.
- 1980 -
  - إيفا جرين، ممثلة فرنسية.
  - دارين حمزة، ممثلة لبنانية.
  - ديفيد روزينال، لاعب كرة قدم تشيكي.
- 1982 -
  - ألبيرتو جيلاردينو، لاعب كرة قدم إيطالي.
  - توبا بويوك أوستون، ممثلة تركية.
- 1985 - أميرة هاني، ممثلة مصرية.
- 1989 - ديان لوفرين، لاعب كرة قدم كرواتي.

## وفيات
- 1128 - ابن دواس القنا، شاعر عراقي.
- 1338 - ابن القوبع، فقيه ومفسر ولغوي وطبيب وشاعر مغربي تونسي.
- 1826 - توماس ستامفورد رافلز، مؤسس سنغافورة.
- 1833 - نسيفور نيبس، عالم فيزياء فرنسي.
- 1911 - جورج ستوني، عالم فيزياء إيرلندي.
- 1927 - ألبرشت كوسل، طبيب ألماني حاصل على جائزة نوبل في الطب عام 1910.
- 1934 - أحمد زكي باشا، من رواد إحياء التراث العربي الإسلامي بمصر والملقب بشيخ العروبة.
- 1966 - جورج هيفيشي، صيدلي هنغاري حاصل على جائزة نوبل في الكيمياء عام 1943.
- 1968 - عبد السلام النابلسي، ممثل لبناني من أصول فلسطينية.
- 1969 - فالتر غروبيوس، معماري ألماني.
- 1973 - يوسف القناعي، أحد رواد النهضة في تاريخ الكويت.
- 1994 - توفيق زياد، شاعر فلسطيني.
- 2003 - إبراهيم علي خريبط، نائب سابق في مجلس الأمة الكويتي.
- 2010 - نصر حامد أبو زيد، مفكر مصري.
- 2012 - حسن يعقوب العلي، كاتب ومؤلف مسرحي كويتي.
- 2020 - رجاء الجداوي، ممثلة مصرية.
- 2021 - سحر كامل، ممثلة مصرية.
- 2024 - لونة الشبل صحفية ومستشارة إعلامية سورية.

## أعياد ومناسبات
- عيد الاستقلال في الجزائر.
- عيد الاستقلال في فنزويلا.
- عيد الاستقلال في الرأس الأخضر.
- يوم الدستور في أرمينيا.

## وصلات خارجية
- وكالة الأنباء القطريَّة: حدث في مثل هذا اليوم.
- النيويورك تايمز: حدث في مثل هذا اليوم.
- BBC: حدث في مثل هذا اليوم.